# Pomacea
Pomacea ist eine Gattung aus der Familie der Apfelschnecken (Ampullariidae). Die Arten dieser Gattung sind im Süden der USA, in Mittel- und Südamerika verbreitet. In der Gattung Pomacea gibt es, inklusive fossiler Taxa, 96 Arten. Heute noch lebende (rezente) Arten gibt es 89.

## Etymologie und Forschungsgeschichte
Die Erstbeschreibung der Gattung und ihrer Typusart Pomacea maculata erfolgte 1810 durch den britischen Architekten, Steinmetz und Naturforscher George Perry in dessen eigener Zeitschrift Arcana – or the Museum of Natural History. Der von Perry gewählte Gattungsname leitet sich ab vom lateinischen pomum ‚Apfel‘ und bezieht sich auf die besondere Form des Schneckengehäuses.

## Merkmale
Apfelschnecken sind große Süßwasserschnecken, die in den Tropen und Subtropen Amerikas, Afrikas und Asiens beheimatet sind. Einige Arten aus der Gattung Pomacea gehören zu den größten Süßwasserschnecken der Welt. Alle Apfelschnecken haben einen Gehäusedeckel und ein Paar Lippentaster rechts und links vom Maul zusätzlich zu den langen Fühlern, die oberhalb der Augen sitzen.
Charakteristisch für die Apfelschnecken der Gattung Pomacea sind ein rechts gewundenes Gehäuse, ein horniger Gehäusedeckel, ein langer Sipho, der beim Atmen zu einer geschlossenen Röhre geformt wird, und Gelege mit kalkigen Eiern, die oberhalb der Wasseroberfläche abgelegt werden.

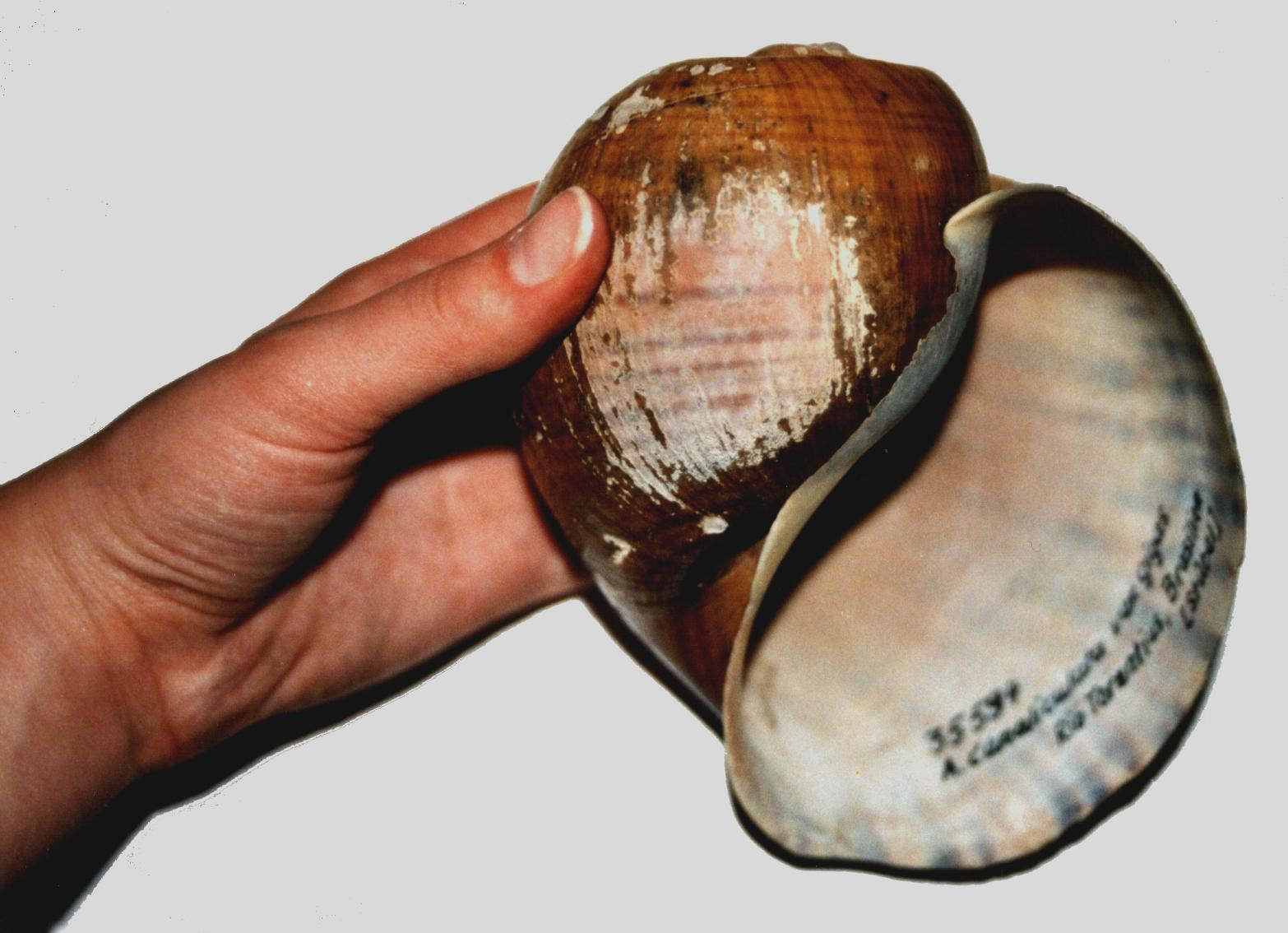
Gehäuse von Pomacea canaliculata

Die größten Arten sind Pomacea canaliculata und Pomacea urceus, deren Gehäuse mehr als 12 cm im Durchmesser erreichen können.

## Ökologie und Biologie
Die Pomacea-Arten leben in Sumpfgebieten (z. B. Everglades in Florida) und an Flüssen (z. B. Amazonasgebiet). Sie atmen an der Wasseroberfläche Luft ein und können so auch in sauerstoffarmen Gewässern überleben. Trockenzeiten überstehen die Tiere, indem sie sich zu einer Ruhephase in den Boden eingraben. Dabei stellen sie ihren Stoffwechsel um und verlieren zum Teil viel Körpermasse.
Apfelschnecken sind getrenntgeschlechtig und vermehren sich durch Paarungen zwischen Männchen und Weibchen. In der Natur ist das Geschlechterverhältnis ausgeglichen. Die Männchen halten sich bei der Paarung am Gehäuse des Weibchens fest und übertragen Spermien in die weibliche Geschlechtsöffnung. Die Eier werden im Körper des Weibchens befruchtet. Sie werden dann vom Weibchen oberhalb des Wassers abgelegt.
Die Eier von Pomacea canaliculata, Pomacea insularum und Pomacea maculata sind rot. Die Gelege von Pomacea glauca sind grün. Bei den meisten anderen Arten sind die Eier beige, cremefarben oder weiß. Die Gelege umfassen zwischen 50 und 1000 Eier. Die Jungtiere schlüpfen nach etwa 2 bis 3 Wochen. Eine Ausnahme stellt die lebendgebärende Pomacea urceus dar. Sie legt ihre Eier in ihrem eigenen Gehäuse ab und gräbt sich während der Ruhezeit mit dem Gelege zusammen ein. Die Jungtiere schlüpfen unter dem Gehäuse.

Gelege von verschiedenen Apfelschnecken
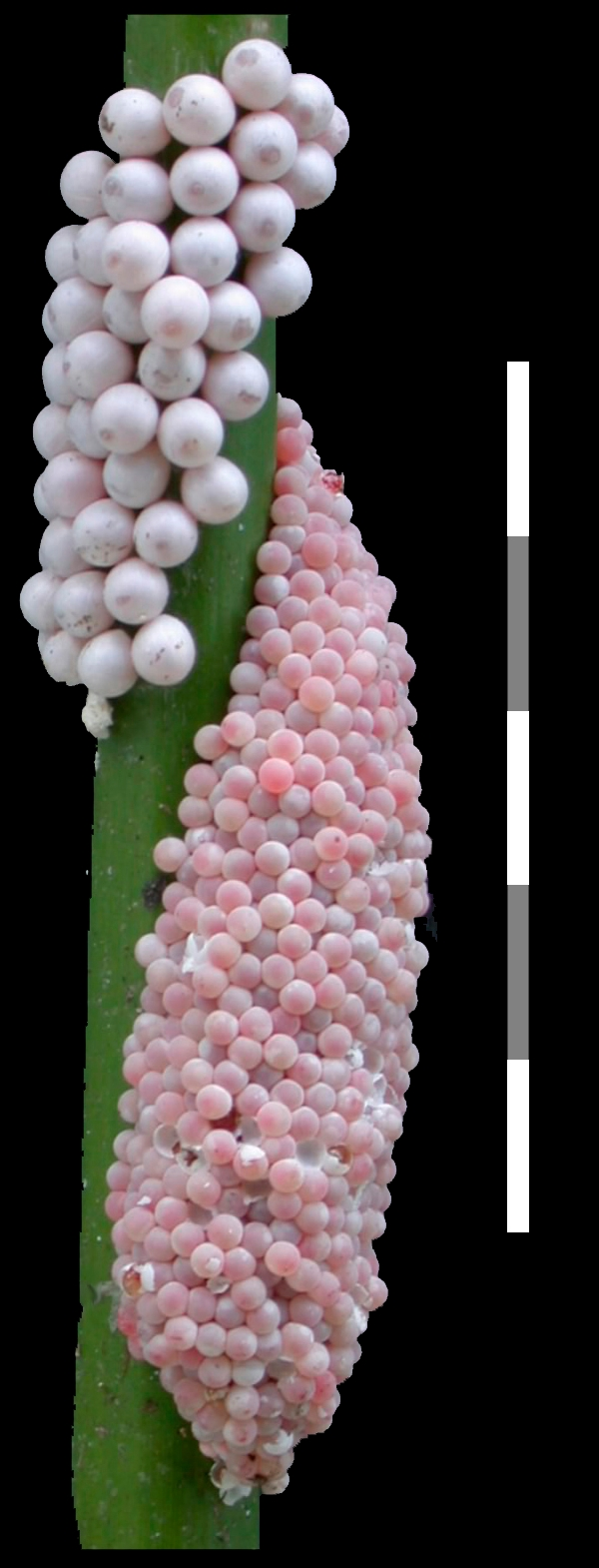
Gelege von Pomacea paludosa (oben links) und Pomacea insularum (unten rechts)
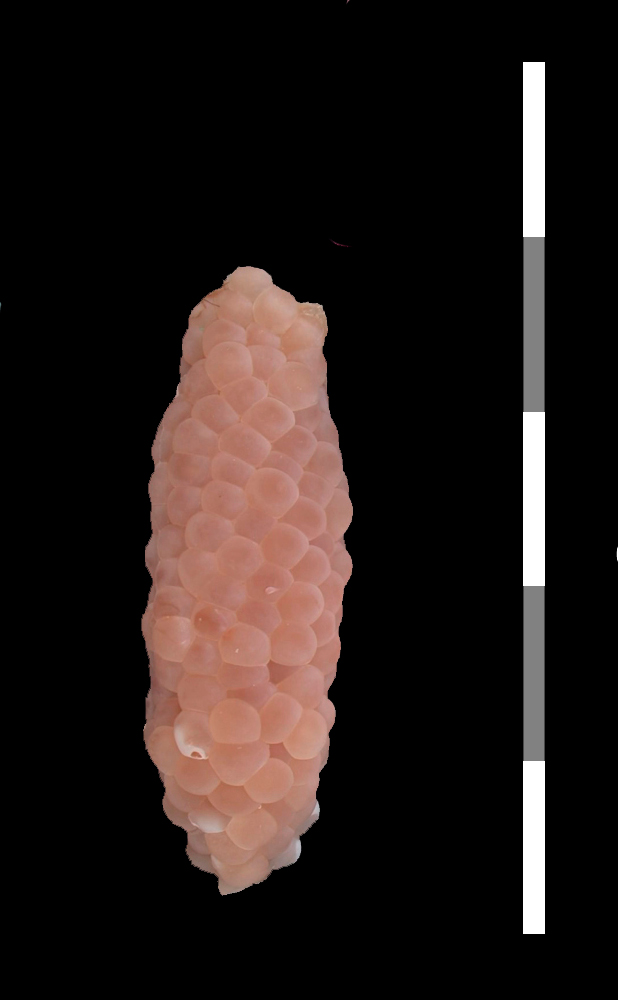
Gelege von Pomacea diffusa
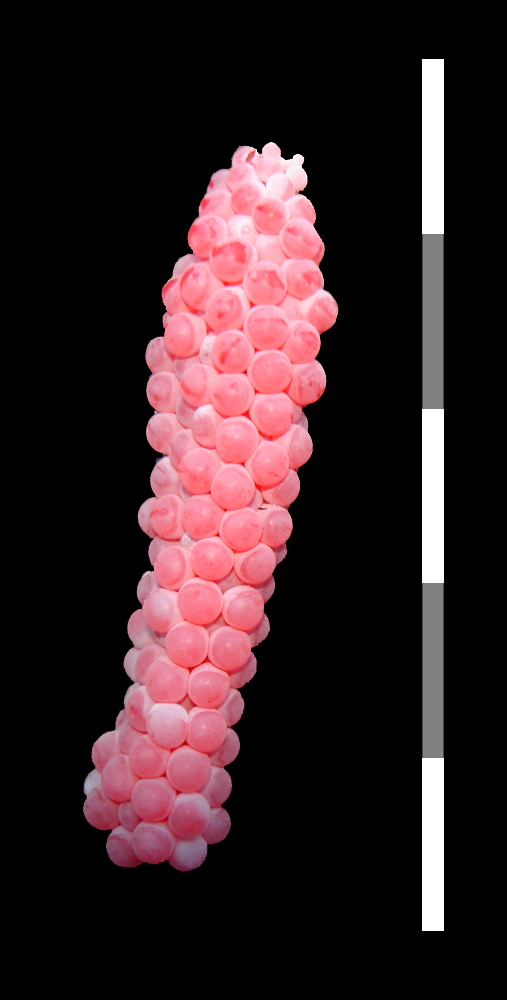
Gelege von Pomacea canaliculata
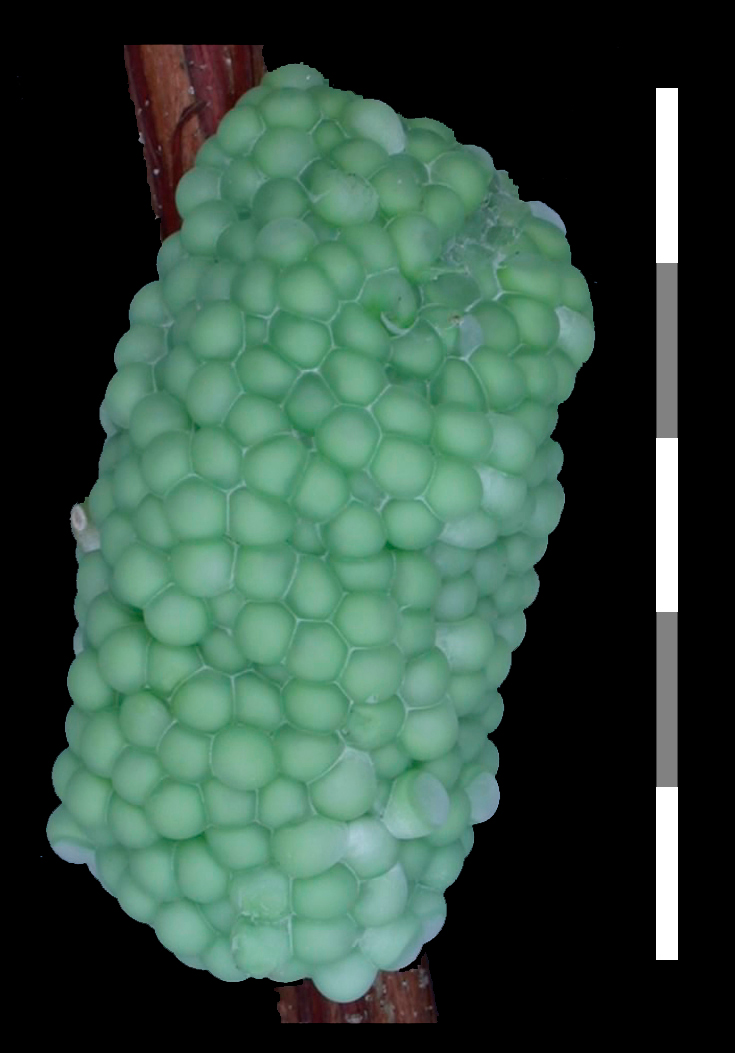
Gelege von Pomacea haustrum

## Bedeutung für den Menschen

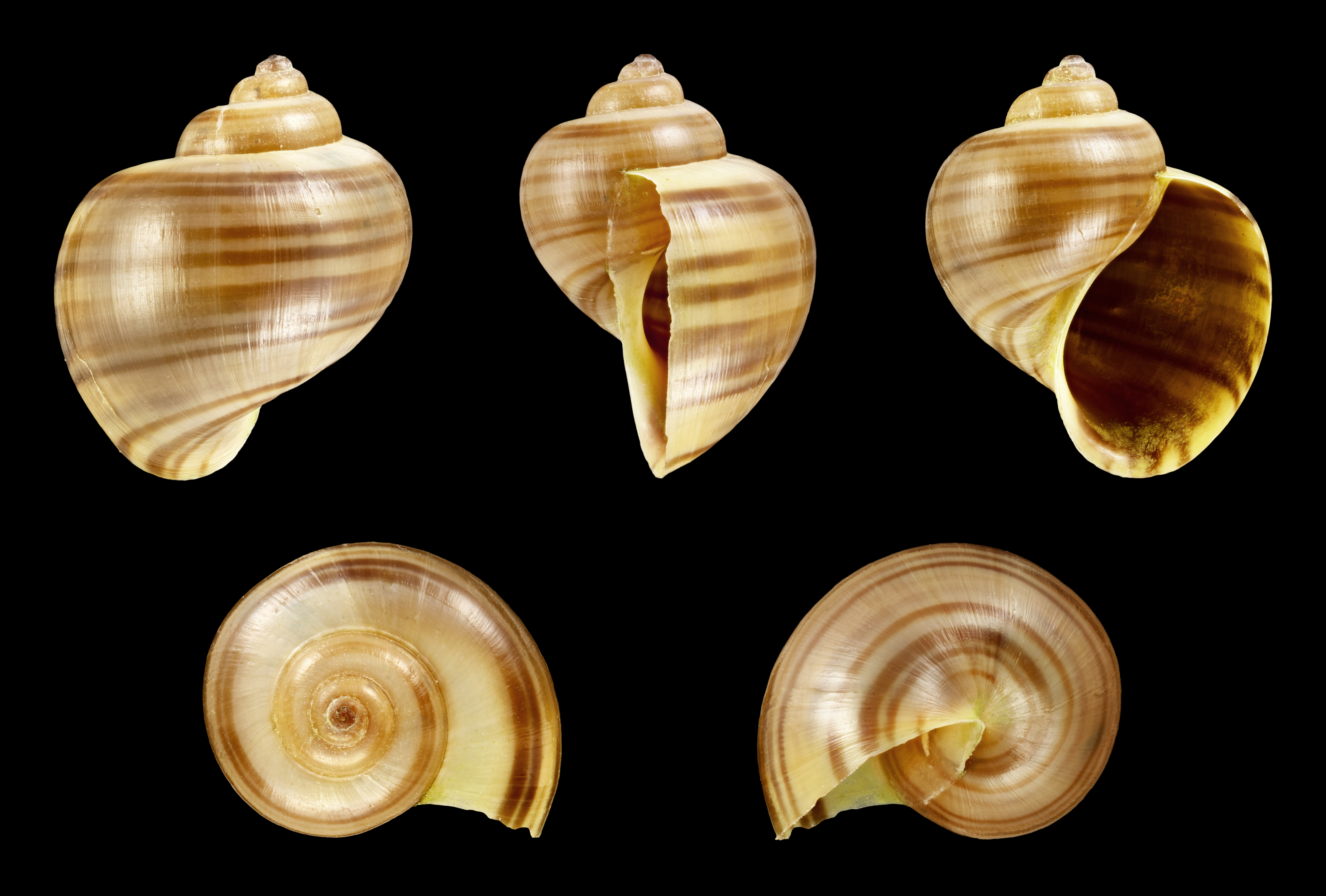
Gehäuse von Pomacea diffusa

Einige große Pomacea-Arten sind als Nahrungsmittel von Südamerika nach Asien verschleppt worden und richten dort schwere Schäden an Taro und Reis an. In Gebieten, in denen Pomacea-Arten sich immer weiter ausbreiten, werden einheimische Apfelschnecken (z. B. Pila scutata) zurückgedrängt.
Durch den Verzehr roher oder nicht ganz durchgegarter Apfelschnecken kann es zur Übertragung von Parasiten auf den Menschen kommen. Einer dieser Parasiten ist der Ratten-Lungenwurm (Angiostrongylus cantonensis). Der Mensch ist ein Fehlwirt für den Wurm. Er dringt ins Gehirn ein und verursacht eine Entzündung des Gehirns und der Hirnhäute (Meningoenzephalitis). Diese spezielle Form der Hirnentzündung wird wegen des Erregers auch Angiostrongyliasis genannt. In einer chinesischen Studie wurde festgestellt, dass sechs von sieben Ausbrüchen dieser Zoonose zwischen 1997 und 2006 in China auf den Verzehr von infizierten Pomacea canaliculata zurückzuführen waren.
Apfelschnecken der Gattung Pomacea sind beliebte Wirbellose in der Aquaristik. Sie sind bereits seit Beginn des 20. Jahrhunderts als Aquarientiere bekannt. Besonders die Spitze Apfelschnecke (Pomacea diffusa) ist weit verbreitet, weil sie als einzige bekannte Pomacea-Art keine lebenden Pflanzen frisst und darum auch in einem normalen Gesellschaftsaquarium gepflegt werden kann. Es gibt von der Art Zuchtformen mit gelbem, weißem, braunem und rosafarbenem Haus und weißem oder blau-schwarzem Körper.
Seit dem 1. Januar 2013 ist die Einfuhr aller Arten von Pomacea in die EU sowie der Handel, die Weitergabe und die Vermehrung der Tiere in der EU verboten. Der Grund ist die Einschleppung von Pflanzen fressenden Pomacea-Arten nach Spanien. Dort schädigen die Tiere seltene einheimische Pflanzen in den ohnehin stark gefährdeten Sumpfgebieten.